# Charaxes conjuncta
Charaxes conjuncta är en fjärilsart som beskrevs av Van Someren och Jackson 1957. Charaxes conjuncta ingår i släktet Charaxes och familjen praktfjärilar. Inga underarter finns listade i Catalogue of Life.